# Vuelo 471 de Japan Air Lines
El vuelo 471 de Japan Air Lines fue un vuelo internacional de Japan Air Lines desde el Aeropuerto Internacional Don Mueang en Bangkok, Tailandia, al Aeropuerto Internacional Palam (ahora Aeropuerto Internacional Indira Gandhi) en Nueva Delhi, India. El 14 de junio de 1972, el Douglas DC-8-53 que operaba el vuelo, registrado JA8012, se estrelló cerca del aeropuerto de Nueva Delhi, muriendo 86 de los 89 ocupantes: 10 de los 11 miembros de la tripulación y 76 de los 78 pasajeros. Cuatro personas que se encontraban en tierra también murieron.

## Pasajeros
Dieciséis de los fallecidos eran estadounidenses. La actriz brasileña Leila Diniz también se encontraba entre las víctimas mortales, al igual que el único pasajero indio del vuelo, el Dr. K.K.P. Narasinga Rao, alto funcionario de la Organización para la Agricultura y la Alimentación (FAO) de las Naciones Unidas.
Una de las auxiliares de vuelo fallecidas en el accidente era hermana del artista San'yūtei Enraku V.

## Secuencia de eventos
El vuelo se encontraba en el tramo Bangkok-Nueva Delhi de su ruta Tokio-Londres cuando ocurrió el accidente. Despegó del Aeropuerto Internacional Don Mueang de Bangkok a las 11:21 UTC con destino a Nueva Delhi. A las 14:43 UTC, se le autorizó una aproximación directa mediante ILS a la pista 28. El avión se estrelló en las orillas del río Yamuna poco después de haber pasado el punto de referencia de 23 millas (43 km) del DME.

## Causa
La causa exacta del accidente sigue siendo motivo de controversia. Los investigadores japoneses señalaron la posibilidad de una falsa señal de senda de planeo como causa del siniestro. Los investigadores indios atribuyeron el accidente a un error del piloto, específicamente por parte del capitán, quien habría ignorado las indicaciones de los instrumentos y no tenía visibilidad de la pista (el primer oficial estaba realizando la aproximación a Nueva Delhi).